# Gran Premio Bruno Beghelli
O Grande Prêmio Bruno Beghelli é uma corrida de ciclismo italiana disputada em Monteveglio, na província de Bolonha.
Criada em 1996, o Campeonato da Itália de Ciclismo em Estrada conseguido por Mario Cipollini teve o mesmo percurso que esta corrida. Já em 1997 se disputou como prova independente na categoria 1.2 como substituta da Milão-Vignola. Desde a criação dos Circuitos Continentais da UCI no 2005 faz parte do circuito continental do UCI Europe Tour, dentro da categoria 1.1. Em 2014 ascendeu à categoria 1.hc.

## Palmarés
| Ano  | Vencedor            | Segundo              | Terceiro             |
| ---- | ------------------- | -------------------- | -------------------- |
| 1996 | Mario Cipollini     | Mario Traversoni     | Endrio Leoni         |
| 1997 | Stefano Zanini      | Glenn Magnusson      | Luca Mazzanti        |
| 1998 | Stefano Zanini      | Luca Mazzanti        | Paolo Bettini        |
| 1999 | Michael Boogerd     | Alekszandr Vinokurov | Dario Frigo          |
| 2000 | Marco Serpellini    | Romāns Vainšteins    | Chann McRae          |
| 2001 | Andrei Tchmil       | Jaan Kirsipuu        | Paolo Valoti         |
| 2002 | Gianluca Bortolami  | Daniele Nardello     | Nicki Sørensen       |
| 2003 | Luca Paolini        | Martin Elmiger       | Luca Mazzanti        |
| 2004 | Danilo Hondo        | Fabio Baldato        | Karsten Kroon        |
| 2005 | Murilo Fischer      | Paolo Bettini        | Paride Grillo        |
| 2006 | Sergio Marinangeli  | Ruggero Marzoli      | Riccardo Riccò       |
| 2007 | Damiano Cunego      | Fabian Wegmann       | Alessandro Bertolini |
| 2008 | Alessandro Petacchi | Mijailo Jalilov      | Giuseppe Palumbo     |
| 2009 | Francisco Ventoso   | Giovanni Visconti    | Enrico Rossi         |
| 2010 | Dario Cataldo       | Jakob Fuglsang       | Daniele Pietropolli  |
| 2011 | Filippo Pozzato     | Manuel Belletti      | Giovanni Visconti    |
| 2012 | Nicki Sørensen      | Fabio Felline        | Matteo Rabottini     |
| 2013 | Leonardo Duque      | Manuele Mori         | Elia Favilli         |
| 2014 | Valerio Conti       | Kristjan Koren       | Ilnur Zakarin        |
| 2015 | Sonny Colbrelli     | Manuel Belletti      | Roberto Ferrari      |
| 2016 | Nicola Ruffoni      | Filippo Pozzato      | Jens Keukeleire      |
| 2017 | Luis León Sánchez   | Sonny Colbrelli      | Elia Viviani         |
| 2018 | Bauke Mollema       | Carlos Barbero       | Manuel Belletti      |
| 2019 | Sonny Colbrelli     | Alejandro Valverde   | Jack Haig            |

## Palmarés por países
| País          | Vitórias | Último vencedor           |
| ------------- | -------- | ------------------------- |
| Itália        | 15       | Sonny Colbrelli em 2019   |
| Espanha       | 2        | Luis León Sánchez em 2017 |
| Países Baixos | 2        | Bauke Mollema em 2018     |
| Bélgica       | 1        | Andréi Chmil em 2001      |
| Alemanha      | 1        | Danilo Hondo em 2004      |
| Brasil        | 1        | Murilo Fischer em 2005    |
| Dinamarca     | 1        | Nicki Sørensen em 2012    |
| Colômbia      | 1        | Leonardo Duque em 2013    |

## Estatísticas

### Mais vitórias
| Ciclista        | Vitórias | Anos        |
| --------------- | -------- | ----------- |
| Stefano Zanini  | 2        | 1997 e 1998 |
| Sonny Colbrelli | 2        | 2015 e 2019 |

- Em negrito corredores activos.

### Vitórias consecutivas
- Duas vitórias seguidas:
  -  Stefano Zanini (1997, 1998)
- Em negrito corredores ativos.